# Centre pour la philosophie appliquée et l'éthique publique
Le Centre pour la philosophie appliquée et l'éthique publique (Centre for Applied Philosophy and Public Ethics, ou CAPPE) était un centre de recherche de l'université Charles-Sturt et de l'université de Melbourne, en Australie. Le CAPPE a cessé ses activités le 31 décembre 2016. Son site en ligne a été archivé et l'équipe académique et les projets de recherche ont été transférés à la Faculté des arts et éducation de l'université Charles-Sturt. 

## Activités
Le Centre était sous la direction de Suzanne Uniacke. Le corps professoral comprenait Tom Campbell (en), C.A.J. Coady, Clive Hamilton, John Kleinig, Seumas Miller, Peter Singer, et Steven Vanderheiden. Les professeurs adjoints comprenaient Marilyn Friedman, Larry May, Ingmar Persson, Igor Primoratz, Doris Schroeder, Janna Thompson, et Christopher Wellman.
Le travail du Centre était organisé autour de cinq domaines de recherche :
- La sécurité (incluant maintien de l'ordre et criminalité, terrorisme et contreterrorisme, conflits internationaux)
- L'économie
- La santé
- La technologie
- L'écologie

## Publications
Le Centre publiait un journal, Res Publica, entre 1990 et 2009.